# Aploactis
Aploactis is een monotypisch geslacht van straalvinnige vissen uit de familie van fluweelvissen (Aploactinidae).

## Soort
- Aploactis aspera (Richardson, 1845)